# Cupa României 1991/92
Der Cupa României in der Saison 1991/92 war das 54. Turnier um den rumänischen Fußballpokal. Sieger wurde zum 18. Mal Steaua Bukarest, das sich im Finale am 24. Juni 1992 gegen den FC Politehnica Timișoara durchsetzen konnte. Dadurch qualifizierte sich Steaua für den Europapokal der Pokalsieger. Titelverteidiger Universitatea Craiova war im Halbfinale gegen den neuen Titelträger ausgeschieden. Erstmals wurde das Finale im Elfmeterschießen entschieden.

## Modus
Die Klubs der Divizia A stiegen erst in der Runde der letzten 32 Mannschaften ein. Im Achtelfinale fanden alle Spiele auf neutralem Platz statt. Es wurde jeweils nur eine Partie ausgetragen, Viertel- und Halbfinale wurde in Hin- und Rückspiel entschieden. Fand nur eine Partie statt und stand diese nach 90 Minuten unentschieden oder konnte in beiden Partien unter Berücksichtigung der Auswärtstorregel keine Entscheidung herbeigeführt werden, folgte eine Verlängerung von 30 Minuten. Falls danach noch immer keine Entscheidung gefallen war, wurde die Entscheidung im Elfmeterschießen herbeigeführt.

## Sechzehntelfinale
| Datum        |                       | Ergebnis              |                          |
| ------------ | --------------------- | --------------------- | ------------------------ |
| 1. März 1992 | Unirea Alba Iulia     | 0:0 v (4:2 i. E.)     | FC Argeș Pitești         |
|              | Foresta Brebu         | 1:3                   | Dinamo Bukarest          |
|              | Progresul Bukarest    | 1:1 n. V. (5:6 i. E.) | Rapid Bukarest           |
|              | Sportul Studențesc    | 4:0                   | FC Bacău                 |
|              | Viscofil Bukarest     | 1:3                   | Electroputere Craiova    |
|              | Dunărea Călărași      | 3:2                   | Gloria Bistrița          |
|              | Constructorul Craiova | 0:1                   | Universitatea Craiova    |
|              | Unirea Dej            | 0:4                   | Steaua Bukarest          |
|              | Corvinul Hunedoara    | 3:2                   | FC Brașov                |
|              | Steaua Mecanică Huși  | 1:2                   | FC Ploiești              |
|              | Minerul Mătăsari      | 0:2                   | AS Armata Târgu Mureș    |
|              | Gaz Metan Mediaș      | 0:5                   | FC Farul Constanța       |
|              | Ceahlăul Piatra Neamț | 0:2                   | Oțelul Galați            |
|              | Unirea Seini          | 0:1 n. V.             | FC Politehnica Timișoara |
|              | CFR Timișoara         | 2:2 n. V. (7:6 i. E.) | FC Inter Sibiu           |
|              | Mureșul Toplița       | 0:1                   | Dacia Unirea Brăila      |

## Achtelfinale
| Datum         |                          | Ergebnis              |                       | Ort            |
| ------------- | ------------------------ | --------------------- | --------------------- | -------------- |
| 11. März 1992 | CFR Timișoara            | 1:1 n. V. (7:6 i. E.) | Oțelul Galați         | Brașov         |
|               | Sportul Studențesc       | 1:0                   | Dinamo Bukarest       | Bukarest       |
|               | Dacia Unirea Brăila      | 1:0                   | Rapid Bukarest        | Buzău          |
|               | FC Politehnica Timișoara | 2:0                   | Electroputere Craiova | Orșova         |
|               | Universitatea Craiova    | 2:1                   | FC Ploiești           | Pitești        |
|               | Dunărea Călărași         | 2:1                   | AS Armata Târgu Mureș | Ploiești       |
|               | Steaua Bukarest          | 3:0                   | Unirea Alba Iulia     | Plopeni        |
|               | FC Farul Constanța       | 4:1                   | Corvinul Hunedoara    | Râmnicu Vâlcea |

## Viertelfinale
Die Hinspiele fanden am 26. März 1992, die Rückspiele am 15. April 1992 statt.
|                     | Gesamt |                          | Hinspiel | Rückspiel |
| ------------------- | ------ | ------------------------ | -------- | --------- |
| Dacia Unirea Brăila | 1:2    | Universitatea Craiova    | 1:0      | 0:2       |
| Steaua Bukarest     | 6:0    | Sportul Studențesc       | 3:0      | 3:0       |
| Dunărea Călărași    | 1:2    | FC Politehnica Timișoara | 1:0      | 0:2       |
| FC Farul Constanța  | 5:2    | CFR Timișoara            | 4:1      | 1:1       |

## Halbfinale
Die Hinspiele fanden am 27. Mai 1992, die Rückspiele am 3. Juni 1992 statt.
|                          | Gesamt |                       | Hinspiel | Rückspiel |
| ------------------------ | ------ | --------------------- | -------- | --------- |
| Steaua Bukarest          | 5:4    | Universitatea Craiova | 3:1      | 2:3       |
| FC Politehnica Timișoara | 2:0    | FC Farul Constanța    | 1:0      | 1:0       |

## Finale
| Paarung                  | Steaua Bukarest – FC Politehnica Timișoara |
| Ergebnis                 | 1:1 (1:1), 3:2 i. E. |
| Datum                    | 24. Juni 1992 |
| Stadion                  | Regie-Stadion, Bukarest |
| Zuschauer                | 8.000 |
| Schiedsrichter           | Adrian Porumboiu (Vaslui) |
| Tore                     | 1:0 Alexandru Andrasi (14.) 1:1 Marcel Băban (20.) Elfmeterschießen: Steaua Bukarest: Ilie Stan, Ion Vlădoiu und Alexandru Andrași verwandeln; Bogdan Bucur gehalten Politehnica Timișoara: Constantin Varga und Ion Roșu verwandeln; Marcel Băban, Adrian Stoicov und Adrian Crăciun gehalten |
| Steaua Bukarest          | Daniel Gherasim, Aurel Panait, Anton Doboș, Bogdan Bucur, Nicolae Ungureanu (73. Cornel Cristescu), Cristian Mustacă, Basarab Panduru, Ilie Dumitrescu, Ilie Stan, Alexandru Andrași, Marian Popa (54. Ion Vlădoiu) Cheftrainer: Victor Pițurcă                                                |
| FC Politehnica Timișoara | Ioan Almășan, Constantin Varga, Tiberiu Csik, Petru Andreaș, Adrian Stoicov, Ion Roșu, Emilian Diaconescu, Adrian Crăciun, Octavian Popescu (100. Florin Bătrânu), Marcel Băban, Sorin Vlaicu (76. Călin Rosenblum) Cheftrainer: Ion V. Ionescu                                                |